# Anticyclone de Sibérie
Pour les articles homonymes, voir Anticyclone (homonymie).

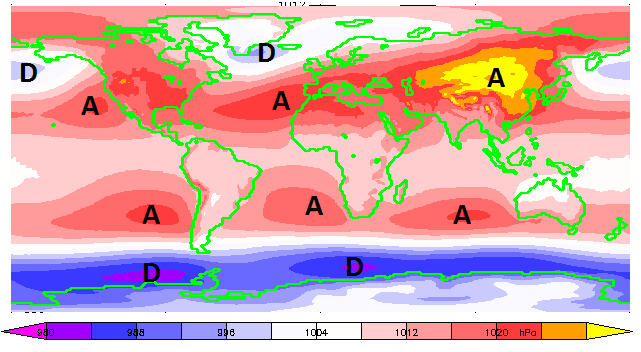
Pression moyenne au niveau de la mer autour de la Terre en décembre, janvier et février montrant les centres d'action (A et D)

L’anticyclone de Sibérie est une zone de hautes pressions qui se forme durant une partie importante de l'année au-dessus de la Sibérie et qui apparaît sur les cartes décrivant la moyenne mensuelle de la pression. Son centre est en général près du lac Baïkal où la pression est le plus souvent au-dessus de 1 030 hPa en surface de novembre à mars. 
On commence à voir régulièrement des anticyclones dans cette région à partir de la fin août et ils sont remplacés par des dépressions après avril. Durant l'hiver, il est prédominant et le plus important en taille ainsi qu'en pression de toutes les zones anticycloniques de l'hémisphère nord. On y a rapporté la plus basse température de l'hémisphère à Verkhoïansk (−67,8 °C le 5 février 1892) et la plus haute pression au niveau de la mer mondiale à Agata (66° 53′ N, 93° 28′ E) (1 083,3 hPa) le 13 décembre 1968.

## Formation
Cet anticyclone provient du refroidissement de l'air causé par le faible ensoleillement durant cette période. L'air froid devient très dense près du sol ce qui cause un affaissement de la colonne d'air. En altitude, la pression devient plus basse que les régions environnantes amenant une circulation d'air vers cette dépression, ce qui va augmenter la masse dans la colonne et donner par conséquent une pression au sol plus importante. La force de l'anticyclone est augmentée par le fait que la plaine sibérienne est entourée de montagnes qui empêchent l'air de bas niveau d'en sortir ce qui favorise également la perte de chaleur par rayonnement.

## Circulation et effets
Le mouvement descendant de l'air dans l'anticyclone garde le ciel dégagé et promet des journées ensoleillées. Les anticyclones de Sibérie peuvent donner des vagues persistantes de froid intense sur l'Eurasie — appelées Moscou-Paris en France — et le nord-ouest de l'Amérique du Nord du fait qu'ils transportent de l'air très froid et très sec venant des pôles. Lorsqu'une perturbation frontale tente de pénétrer dans cette puissante zone de haute pression, ses fronts se désagrègent très rapidement : il y a frontolyse.
La circulation anticyclonique (dans le sens horaire) normale est relativement faible au centre de ce système parce que le gradient horizontal de pression y est relâché. Le vent y est le plus souvent catabatique, suivant l'axe des vallées, depuis les sommets vers l'aval. 
L’air arctique sortant de l’anticyclone sibérien, et qui traverse les montagnes par les cols donnant sur le sous-continent indien, rencontre l’air maritime humide. Ceci favorise la formation de précipitations abondantes dans ce qu'on appelle une mousson hivernale.